# Будылкин, Геннадий Иванович
Генна́дий Ива́нович Буды́лкин (19 сентября 1934, Комаровка, Шигонский район, Куйбышевская область — 8 октября 1993, Москва) — советский и российский экономист, специалист в области организации и управления АПК, академик ВАСХНИЛ (1990).

## Биография
Родился 19 сентября 1934 года в селе Комаровка Шигонского района Куйбышевской области.
Окончил Усольский сельскохозяйственный техникум (с отличием) и Московскую сельскохозяйственную академию им. К. А. Тимирязева (1959).
В 1957—1962 на комсомольской работе, секретарь Тимирязевского и Красногорского РК ВЛКСМ г. Москвы.
В ТСХА: аспирант (1962—1965), ассистент, старший преподаватель кафедры организации с.-х. предприятий (1965—1969), секретарь парткома (1969—1973), зав. кафедрой управления (1972—1990).
В 1987—1993 гг. ректор Всесоюзной высшей школы управления АПК.
Специалист в области организации и управления АПК. Доктор экономических наук (1983), профессор (1983), академик ВАСХНИЛ (1990).

## Награды и премии
Награждён орденом «Знак Почёта» (1973).

## Публикации
Соавтор 39 учебников и учебных пособий. Некоторые публикации:
- Лит.: Основы экономических знаний для колхозников и рабочих совхозов / соавт.: В. В. Бердников и др. — М.: Политиздат, 1972. — 367 с. — (Система экон. образования). — То же. — 2-е изд., доп. — 1974. — 383 с.
- Управление в сельскохозяйственных предприятиях / соавт.: А. В. Пошатаев и др. — М.: Колос, 1979. — 271 с. — (Учеб. и учеб. пособия для повышения квалификации).
- Интенсификация и управление агропромышленным комплексом: учеб. пособие для руководящих кадров агропром. комплекса / соавт.: В. В. Алексеев и др. — М.: Агропромиздат, 1986. — 238 с. — То же. — 2-е изд., перераб. и доп. — 1987. — 287 с.
- Методика исследования организационно-экономического механизма управления сельским хозяйством и другими отраслями АПК административного района / соавт.: А. В. Мефед и др.; ТСХА. — М., 1986. — 104 с.
- Новые методы хозяйствования и повышения эффективности агропромышленного комплекса: учеб. пособие для руководящих кадров агропром. комплекса / соавт.: Н. В. Аверьянов и др. — М.: Агропромиздат, 1988. — 269 с.
- Краткий словарь-справочник / соавт.: Ю. М. Малыгин и др. — М.: Агропромиздат, 1991. — 95 с. — (Рыноч. экономика для всех).